# 白明道
白明道，字亮甫，陕西省洋縣窯坪鄉窯子坪村人。
1913年4月10日（農曆三月四日），1930年從西安中山大學（今西北大學前身）政治系畢業後從政。1933年（民国22年）7月至10月期間，任職中國國民黨洋縣黨部指導員，辦事指導員。翌年奉調上海市寶山縣政府任秘書。
全面抗日戰爭爆發，任國民革命軍南路軍第八師政治處處長。1939年任陕西省吳堡縣縣長，陝西省傷兵之友社科長，之後，調任江蘇省民政廳視察。抗戰中期，擔任陝西省第七區保安司令部中校參謀、西安綏靖公署秘書，陝西省「新生活運動促進會」秘書，1947年任省政府地政局科長，被選為第一屆國民大會陝西省代表（第六行政督察區洋縣選區），又擔任察哈爾省政府秘書。
西元1949年撤遷臺灣。1950年入革命實踐研究院學習。結業後，任台灣園山軍官訓練團政治教官等職。

分別出席過1960、1986年度國民大會，1990年限齡退休。